# Sudán en los Juegos Paralímpicos de Arnhem 1980
Sudán estuvo representado en los Juegos Paralímpicos de Arnhem 1980 por un total de once deportistas, ocho hombres y tres mujeres.

## Medallistas
El equipo paralímpico sudanés obtuvo las siguientes medallas:
| Nombre             | Deporte   | Evento            |
| ------------------ | --------- | ----------------- |
| Oro                |           |                   |
| Mohamad Ahmed Isam | Atletismo | Peso 1B masculino |
| Plata              |           |                   |
| —                  |           |                   |
| Bronce             |           |                   |
| —                  |           |                   |